# Клелия Фарнезе
Клелия Фарнезе (на италиански: Clelia Farnese; * 1556 или 22 октомври 1557, † 11 септември 1613, Рим, Папска държава) е италианска аристократка, чрез бракове маркиза на Чивитанова Марке, господарка на Монтекозаро, Дженцано, Чивита Лавиния и Ардеа, и господарка на Сасуоло.

## Произход
Тя е извънбрачна дъщеря на кардинал Алесандро Фарнезе Млади (1520 –1589) и на неизвестна жена. Въпреки че има различни предположения, мястото и датата на раждане на Клелия са неизвестни. Известие (urb.lat. 1081, c. 381 v, от 14 септември) казва, че тя е починала на 61 години, следователно е родена преди баща й да отиде в Парма през 1556 г., както се е смятало преди. За майка й също не се знае нищо със сигурност. Тя може да е била римска перачка или една от придворните дами, които Фарнезе е довел със себе си. Кардиналът скоро се завръща в Рим, където е възможно да се е родила дъщеря му (ако мястото не е Парма). Според хороскоп, доказан от други източници, Клелия би трябвало да е родена на 22 октомври 1557 г. Нейната майка би могла да е френската херцогиня Клод дьо Бон дьо Самблансе.

## Биография

### Ранни години
Баща й кардинал  Алесандро  Фарнезе  Млади предпочита да запази раждането на детето в тайна, за да не компрометира надеждите си да се качи на папския престол. Първите седем години на Клелия са обвити в мистерия, но според малкото останали свидетелства тя вероятно е била поверена на Джеролама Орсини, нейната баба по бащина линия. Отбелязано е, не без основание, че кардиналът се е обърнал към сестра си Витория, но предвид присъствието на майка му в Палацо Чезарини, когато през 1566 г. малкото момиче е официално сгодено за Джован Джорджо Чезарини, и писмото, което тя му изпраща от Кастро с новини за Клелия, е по-вероятна първата хипотеза. Херцогство Кастро, където живее Джеролама, всъщност е по-изолирано и по-малко забележимо. Едва след смъртта на баба си през 1569 г. Клелия е поверена на своята леля Витория, херцогиня на Урбино, и получава образование в двора заедно с братовчедка си Лавиния Фелтрия Дела Ровере.

### Брак с Джован Джорджо Чезарини
Още през ноември 1564 г. баща й  Алесандро влиза в преговори, за да осигури на дъщеря си, а следователно и на семейство Фарнезе добър партньор. Той намира „роднинство, пропорционално и за двете страни“ в семейство Чезарини, тогава бързо издигащо се социално благодарение на Джулиано, един от най-известните мъже в Рим, но и обхванат от тежки дългове, които се надява да уреди, като се съюзи с кардинала, смятан за най-богатия духовник на времето. Двамата, с посредничеството на Витория Фарнезе, се съгласяват да дадат ръката на Клелия на единствения син на Чезарини и съпругата му Джулия Колона, Джован Джорджо. През първата половина на 1566 г., не по-рано от 23 април, в Торе Арджентина се състои годеж. Минават почти пет години между годежа и бракосъчетанието, което е по-дълъг период от очакваното. Това вероятно се дължи на смъртта на Джулиано Чезарини (18 юни 1566 г.) и на по-нататъшните икономически затруднения, с която се сблъскват Джулия и Джован Джорджо. На 3 февруари 1571 г. тръгва процесия, която отвежда Клелия от Пезаро до Рока Синибалда, феодално владение на Чезарини. Там на 13 февруари 1571 г. е сключен брак, отслужен от генералния викарий на епископа на Риети в присъствието на важни фигури от римския патрициат. Кардинал Фарнезе обаче не присъства, понеже предпочита да се намесва с дискретност в живот на дъщеря, чието съществуване все още не е публично достояние. За да се надява на папската тиара, всъщност е необходимо да се съобразява с контрареформисткия режим на икономии, наложен от папа Пий V. Зестрата на Клелия – 30 хил. златни скуди, изплатени на вноски в рамките на третата година от брака, прави възможно попълването на проблемните финанси на Чезарини.
Клелия прекарва първите три месеца от семейния си живот между Рока Синибалда и Чивита Лавиния, друг феод на Чезарини, докато баща й не приеме завръщането на двойката в Рим. През този кратък период тя живее със свекърва си Джулия Колона, която иска да организира големи празненства за сватбата, но е разубедена, не без затруднения, от кардинал Фарнезе, който наблюдава поведението на младоженците от разстояние. Бременна, през май Клелия влиза в града през нощта със съпруга си, далеч от врявата на светлините на прожекторите, които могъщият кардинал продължава да избягва. Неговото влияние върху зет му става още по-силно през 1571 г., тъй като Чезарини, който вече е загубил баща си, губи и майка си. Съпрузите се установяват в двореца в Торе Арджентина, посещаван усърдно от патриции, които живеят наблизо и които са свързани по един или друг начин с кардинала. Те имат задачата да ги следят дискретно и писмата им до кардинала представляват важен, макар и не безпристрастен документ за биографичните събития на Клелия. Тя, въпреки съветите на роднини и духовници, мисли главно за забавление, възползвайки се от живота на удоволствията, който все още характеризира аристократичните среди и дворовете на кардиналите. 
В нощта на 9 срещу 10 ноември Клелия ражда момиченце, но няколко дни след кръщенето му на 19 ноември то умира. След като временно изоставя светските екстравагантности, Клелия отново забременява. На 14 септември 1572 г. (или на много близка дата) тя  ражда сина си Джулиано. Три дни по-късно бащата на новороденото съобщава своето удовлетворение на херцога на Парма Отавио, чичо на Клелия и брат на кардинала. Клелия е също толкова щастлива, че е дала потомство на семейство Чезарини: дамите от аристокрацията, които идват да я посетят според церемониите, предвидени за тези случаи, отбелязват това. Детето е кръстено на 28 септември.

#### Брачен живот
Клелия няма други деца. Много пъти се смята, че тя може да е бременна отново и са изпробвани много лекарства, от специални диети до спа процедури, но безрезултатно. Веднага след брака си обаче Клелия с удоволствие се отдава на социалния живот и на многобройните партита, изпълващи римската среда. Избирането на папския престол на Григорий XIII пропуква пуританското правило, прилагано от неговия предшественик. В Торе Арджентина, в Сан Пиетро ин Винколи или в къщите на благородниците Джован Джорджо и Клелия играят водеща роля, участвайки в банкети, танци и театрални представления, които продължават до зори.
Честите заболявания на малкия Джулиано през първите години от живота му почти го довеждат до смърт, дотолкова че в някои случаи се намесва кардиналският лекар Микеланджело Родино. Към проблемите на сина й се добавят и проблемите със съпруга й, който често отсъства и не желае да се откаже от разпуснатия живот, с който е свикнал. Това предизвиква у Клелия постепенно нарастващо недоволство, което е източник на повтарящи се спорове, последвани от също толкова помирения. Мъжът й изневерява с жени от домакинството, има дългове от хазарт и е свързан с лоши кръгове. Усещането за изоставеност има отражение върху здравето на Клелия и през следващите години тя страда от много моменти на депресия. Негйното недоволство става очевидно от 1579 г., когато тонът на писмата й (сред получателите е и известният й братовчед Алесандро Фарнезе) оставя все повече място за раздразнение. 

### Втори брак и последни години
След смъртта на мъжа й през 1585 г. Клелия е принудена от баща си да се омъжи на 2 август 1587 г. за Марко Пио ди Савоя, владетел на Сасуоло. Така тя напуска Рим след кратка, но доста одумвана връзка с кардинал Фердинандо де Медичи. Бракът й не е щастлив: Сасуоло е малък град, а вторият й съпруг е насилник. 
В негово отсъствие Клелия управлява Сеньория Сасуоло. На 2 декември 1590 г. е публикувано нейното нареждане, според което всички чужденци, които са се преместили в Сасуоло преди по-малко от четири години, трябва да напуснат в рамките на осем дни със семействата си под наказанието да бъдат публично бити, като това важи и за двата пола. Освен това никой не трябва да предоставя храна, помощ, подслон или грижи на чужденци от какъвто и да е пол, възраст или състояние, дори ако са налице роднинска или трудова връзка с тях, освен ако няма специално разрешение от губернатора лично и издадено до 1591 г. Санкцията за нарушението е 25 златни крони. Клелия също постановява, че всеки, който богохулства, трябва да бъде наказван с глоба от десет златни скуди и трябва да бъде вързан за един час за колоната на Палацо дела Раджоне в Сасуоло с менгеме, висящо на езика. За повтарящи се богохулници наказанието е повишено на двадесет златни крони и езикът трябва да бъде прободен, „за да се изкорени този зловещ порок“. Нареждането й е стриктно прилагано благодарение на тайните и анонимни обвинения, които не само са позволени, но и насърчавани: достатъчно е да се напише името на богохулника на лист хартия и да се постави в специална кутия в църквата „Сан Джузепе“ в Сасуоло, „така че с този ефект той може да бъде премахнат такъв нечестив порок“. За да обезсърчи богохулството, тя също така забранява няколко игри, включително т. нар. руцола, когато стойността на залозите надхвърли 48 болонини за цялото време на играта.
След смъртта на втория й съпруг 27 ноември 1599 г. Клелия се завръща в Рим при сина си Джулиано, когото надживява с няколко месеца (1613 г.). Тя умира от „злокачествена треска“ в сградата, в която е решила да живее на улица „Санта Мария ин Виа“, която е купила за 7000 скуди от свещеници.

## Свидетелства
Според автора на дневници Джачинто Джили кардинал Алесандро Фарнезе е казвал, че е направил три непостижими неща: Палацо Фарнезе, Църквата на Исус в Рим и дъщеря му Клелия. Момичето, извикано в Рим от баща си през 1570 г., всъщност е оценено като „най-красивата римска дама“. Торкуато Тасо й посвещава сонет от „Свещените рими“. Кристофоро Кастелети й посвещава „I torti amorosi“.  Мишел дьо Монтен я определя като несравнима и най-приятна жена навремето в Рим.

## Брак и потомство
Клелия се омъжва два пъти:
∞ 1. 13 февруари 1571 в Рока Синибалда за Джован Джорджо Чезарини (* 1549, Рим, † 20 април 1585, пак там), колекционер на изкуството, маркиз на Чивитанова Марке и господар на Монтекозаро, Дженцано, Чивита Лавиния и Ардеа, от когото има син и дъщеря:
- Дъщеря (* 9/10 ноември 1571, † 19 ноември 1571)
- Джулиано Чезарини (* септември 1572, Рим; † 4 януари 1613, пак там), ∞ 21 ноември 1589 за Ливия Орсини († 17 юли 1619), дъщеря на Вирджинио Орсини, херцог на Сан Джемини, от която има пет сина

∞ 2. 2 август 1587 в Палацо „Фарнезе“ в Капрарола за Марко Пио ди Савоя (* 4 октомври 1547, Сасуоло, † 27 ноември 1599, пак там), господар на Сасуоло, от когото няма деца
- Синът на Клелия
- Софонизба Ангуисола, Джулиано Чезарини на 14 г.
- Отавио Леони, Портрет на херцог Джулиано II Чезарини